# Chico Luna
Chico Luna es un personaje ficticio que aparece en los cómics estadounidenses publicados por Marvel Comics. Chico Luna se parece a un humanoide pequeño y peludo. Él es más conocido como el compañero constante de Dinosaurio Diablo.

## Historial de publicaciones
Al ser principalmente un personaje de apoyo de Devil Dinosaur, Chico Luna aún tiene que ser el protagonista de una serie de cómic. Sus apariciones impresas se han relacionado invariablemente con las apariciones de Devil Dinosaur. Chico Luna hizo su debut en Devil Dinosaur # 1 (abril de 1978) y fue un personaje permanente en los nueve números de la serie. Desde la cancelación de la serie original de Devil Dinosaur, las apariciones de Chico Luna han coincidido con las apariciones en cameo de Devil Dinosaur, los papeles secundarios y los cómics de un solo disparo.
El equipo de Dinosaurio Diablo y Chico Luna fue creado por el artista Jack Kirby quien escribió y escribió a lápiz todos los números de la primera serie Devil Dinosaur. La intención de Kirby era que el dúo fuera el prehistórico de la Tierra, como lo demuestra un título en la portada de Devil Dinosaur # 1 que proclama que Chico Luna es el "primer humano". Algunos escritores posteriores de los personajes retconned el par a ser mutantes de un mundo extraño, mientras que los escritores más recientes que han escrito como siendo de Dinosaur World (Tierra-78411), un planeta situado en un universo paralelo contenida dentro del Multiverso Marvel.

## Biografía del personaje ficticio
Chico Luna nació en una tribu de humanoides inteligentes, cubiertos de pieles, conocidos como el "Pequeño Pueblo". Los Small-Folk eran cazadores-recolectores que hicieron su hogar en el "Valle de la Llama", una región de numerosos volcanes activos. La conexión de Chico Luna con Dinosaurio Diablo comenzó cuando era un niño cuando se encontró con un dinosaurio hembra atacado por una tribu rival conocida como "Killer-Folk". La mujer fue asesinada, al igual que dos de sus tres jóvenes. Sin embargo, el tercero no murió, pero se transformó cuando Killer-Folk intentó quemarlo con sus antorchas. El fuego quemó permanentemente la piel del joven dinosaurio de un rojo brillante. Chico Luna se hizo cargo de la criatura huérfana después de su terrible experiencia y lo llamó "Diablo".
Ostracizado de su tribu debido a su asociación con Diablo, Chico Luna y su compañero rojo se convirtieron en vagabundos. Las andanzas de Diablo y Chico Luna finalmente los llevaron a tiempos y mundos distantes. Primero, se encontraron con extraterrestres. Luego se encontraron con Godzilla, quien había sido transportado a la Tierra alternativa de Chico Luna y Dinosaurio Diablo. Con el tiempo, se encontraron con los Ángeles Caídos. Viajaron a la Tierra y establecieron residencia temporal con los Ángeles Caídos en la ciudad de Nueva York. Después de varios viajes a la era moderna de la Tierra-616 a través de la magia, el viaje en el tiempo y el teletransporte para mutantes, la pareja finalmente se estableció en la Tierra Salvaje de la Tierra-616.
Mientras residía en la Tierra Salvaje, el mundo olvidado fue invadido por la poderosa Compañía Petrolera Roxxon. Ka-Zar, gobernante de la Tierra Salvaje, reclutó a Chico Luna y Dinosaurio Diablo para ayudar a luchar contra la invasión, y Chico Luna demostró su valía como luchador durante la siguiente guerra. Más tarde, Chico Luna se separó de Devil cuando fue sacado de la Tierra Salvaje y llevado a la ciudad de Nueva York por el equipo mercenario Heroes for Hire que fueron contratados por científicos de S.H.I.E.L.D. para recuperar el Homo habilis para que pudieran estudiar su ADN.
Chico Luna permanecería bajo la custodia de S.H.I.E.L.D. por algún tiempo, lo que llevó a Devil a una especie de depresión sauriana que lo llevó a negarse a cazar o incluso a comer los alimentos que se le dieron. Esto llamó la atención de Stegron, el hombre dinosaurio, que temía por la vida de la bestia, y dejó la Tierra Salvaje secretamente para hacer la guerra a S.H.I.E.L.D. Usando un ejército de dinosaurios reanimados, Stegron atacó base tras base buscando a Chico Luna, y solo fue detenido por la Iniciativa de los Cincuenta Estados. Sin embargo, una vez que aprendió el motivo detrás de los ataques de Stegron, la Iniciativa reclutó a Reptil, sacó ilegalmente a Chico Luna del país y lo devolvió a la Tierra Salvaje, donde se reunió con su compañero.
Chico Luna y Dinosaurio Diablo asustaron a un par de Killer Folk para reclamar el Nightstone que el Killer Folk adoraba y había matado a muchos Small Folk. Dinosaurio Diablo ahuyentó a Killer Folk mientras que Chico Luna se apoderó de Nightstone con la intención de esconderlo lejos del alcance de Killer Folk. Sin embargo, una banda de Killer Folk emergió de los árboles y atacó a Chico Luna, golpeándolo implacablemente con sus puños para tratar de recuperar el Nightstone. En ese momento, el Nightstone desapareció debido a un vórtice abierto por Lunella Lafayette (la futura Chica Luna) y Killer Folk pasó en busca del Nightstone, dejando atrás al brutal Chico Luna. Dinosaurio Diablo encontró a su compañero de larga trayectoria cuando murió de sus heridas. Chico Luna expresó su arrepentimiento de que tendría que dejar a su amigo y le dijo que buscara a Killer Folk a través del vórtice, que no obtuviera el Nightstone y que lo vengara. Chico Luna sucumbió a sus heridas y murió bajo la luna llena cuando Dinosaurio Diablo entró en el vórtice para vengarlo. Algún tiempo después, Devil y Chica Luna utiliza una máquina del tiempo para salvar a Chico Luna momentos antes de su muerte.

## Poderes y habilidades
Chico Luna tiene una experiencia de por vida en la búsqueda de alimento y la supervivencia general en la naturaleza. Él de alguna manera es capaz de entender los sonidos guturales de su compañero Dinosaurio Diablo como lenguaje. Chico Luna tiene poca experiencia con la cultura civilizada y / o el comportamiento. Él es extremadamente peludo, con un pelaje grueso cubriendo todo menos sus palmas, plantas y cara. Chico Luna a menudo anda desvestido; su gruesa capa de pelo similar a un animal proporciona suficiente protección contra los elementos.

## Otras versiones

### Tierra X
En el universo alternativo, Tierra-9997, de la serie Tierra X, el esqueleto de Chico Luna se ve en el Área Azul de la Luna sobre el esqueleto de Dinosaurio Diablo y Wolverine se revela como un descendiente de Chico Luna.

### Mutant X
En el universo alternativo de la serie Mutant X, "Chico Caballero Luna" es miembro de la versión de Tierra-1298 de Legión Letal.

### Nextwave
En la serie Nextwave, que en 2006 fue declarada por el editor en jefe de Marvel, Joe Quesada, en un universo separado de la continuidad principal de Marvel, se revela que Dinosaurio Diablo es el jefe de dos organizaciones vinculadas al terrorismo, Beyond Corporation© y S.I.L.E.N.T., ambos creados por su creciente odio hacia los "monos". Se describe al diablo como alguien que tiene el poder de hablar y proclama: "Chico Luna me odiaba. Chico Luna tenía que morir. Chico Luna sabía mal y me causaba considerable malestar rectal".

## En otros medios

### Televisión
- Chico Luna aparece en el episodio de The Super Hero Squad Show, "El Dinosaurio Diablo dice!", con la voz de Josh Keaton.[18] Esta versión es de un universo alternativo llamado "Dinosaur World".
- Chico Luna aparece en la segunda temporada de Hulk and the Agents of S.M.A.S.H., episodio, "Un Futuro Aplastante, Parte 1: La Era de los Dinosaurios", con la voz de James Arnold Taylor.[19][18] En la línea de tiempo alternativa, donde el Líder hizo dinosaurios inteligentes y Hulk luchaba contra el Líder en el Mesozoico, los otros Agentes de S.M.A.S.H. experimentan un cambio de línea de tiempo en el que los dinosaurios son inteligentes y civilizados. Durante este tiempo, tuvieron que salvar a Chico Luna del Rey Sauron. Las fuerzas dirigidas por el General Thunder Lizard Rossasaurus en el momento en que el Rey Sauron iba a exterminar a los humanos primitivos. Con la ayuda de El Diablo (una versión inteligente de Dinosaurio Diablo) y Spider-Raptor, los Agentes de S.M.A.S.H. pudieron salvar a Chico Luna y derrocar al Rey Sauron. Chico Luna se hace amigo de El Diablo. Después de que Hulk frustra los planes del Líder en la era Mesozoica, la línea de tiempo cambia a otra línea de tiempo.
- Chico Luna hace apariciones menores en Avengers Assemble.

### Videojuegos
Chico Luna aparece como un personaje jugable en Lego Marvel Vengadores, nuevamente con la voz de James Arnold Taylor.